# Keihanshin
Keihanshin (京阪神, "Kyoto-Osaka-Kobe") é uma região metropolitana japonesa que engloba as áreas metropolitanas das cidades de Quioto, Osaka, na província de Osaka, e Kobe, na província de Hyogo. A região inteira tem uma população (em 2000) de 18 644 000 em uma área de 11 170 km². É a segunda região urbana mais populosa do Japão, após a Grande Tóquio, contendo aproximadamente 15% da população japonesa.
O PIB da região (Osaka e Kobe) é de $ 341 bilhões, tornando-a uma das regiões mais produtivas do mundo, disputando com Paris e Londres.A MasterCard Worldwide relatou que Osaka é a 19ª cidade entre as líderes globais e possui um papel instrumental na condução da economia mundial.
O nome Keihanshin é construído através da extração de um kanji representativo de Quioto (京都), Osaka (大阪), e Kobe (神戸), mas usando a leitura On-yomi (leitura chinesa) ao invés da leitura Kun-yomi (leitura japonesa) para os caracteres retirados de Osaka e Kobe, e a leitura chinesa kan-on do caractere de Quioto ao invés da leitura chinesa go-on.

## Definições

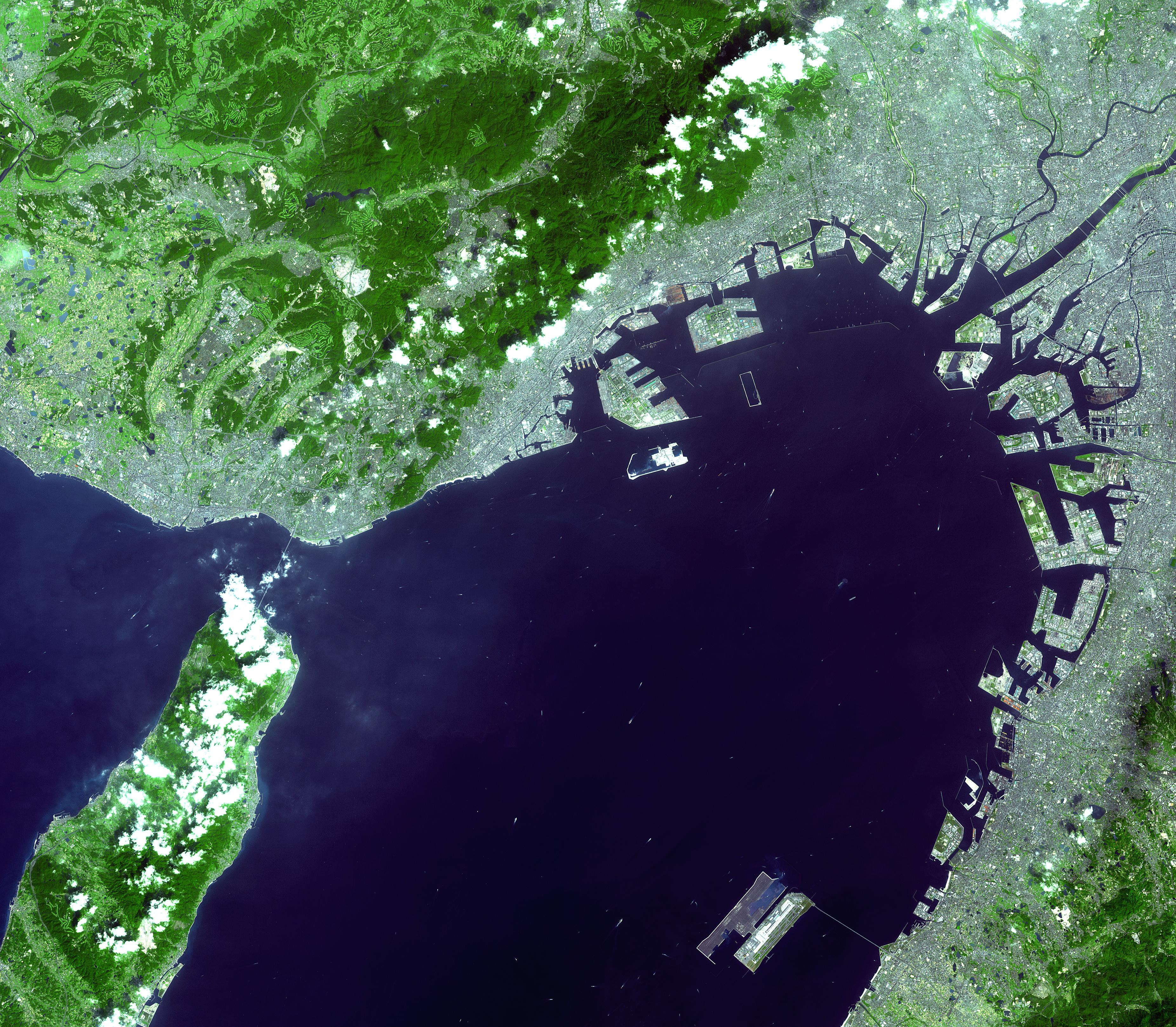
Baía de Osaka

### Distância
O Departamento de Estatística do Japão define um conjunto de município que são inteiramente ou quase dentro dos 50 km do Departamento Municipal de Osaka como uma medida da área metropolitana. Em 2000, a população da região era de 16 566 704.

### Área de emprego urbano
A Área de Emprego Urbano é uma definição de área metropolitana desenvolvida pela Faculdade de Economia da Universidade de Tóquio. Esta definição é análoga ao conceito de Área Estatística Metropolitana usado para delinear áreas metropolitanas nos Estados Unidos. Os blocos básicos de construções são os municípios.
A área central é o conjunto de municípios que contém um distrito densamente habitado (DDH) com uma população de 10 mil ou mais. A Área de Emprego Urbano é chamada de Área de Emprego Metropolitano quando sua área central possui uma população de 50 mil DDH ou mais. Caso contrário, a área é chamada de Área de Emprego Micropolitana. Um DDH é um grupo de distritos enumerados em um censo habitados com densidades de 4 mil ou mais pessoas por km². As áreas periféricas são aqueles municípios onde 10% ou mais da população empregada trabalha na área central ou em outra área periférica. Sobreposições não são permitidas e uma área periférica é atribuída à área central onde ela possui a maior proporção de passageiros.
Esta definição define como Área de Emprego Metropolitano as seguintes cidades da região de Keihanshin: Osaka, Kobe, Kyoto, Himeji e Wakayama. As listas abaixo indicam quais cidades pertencem a qual área metropolitana. Vilas não são listadas.

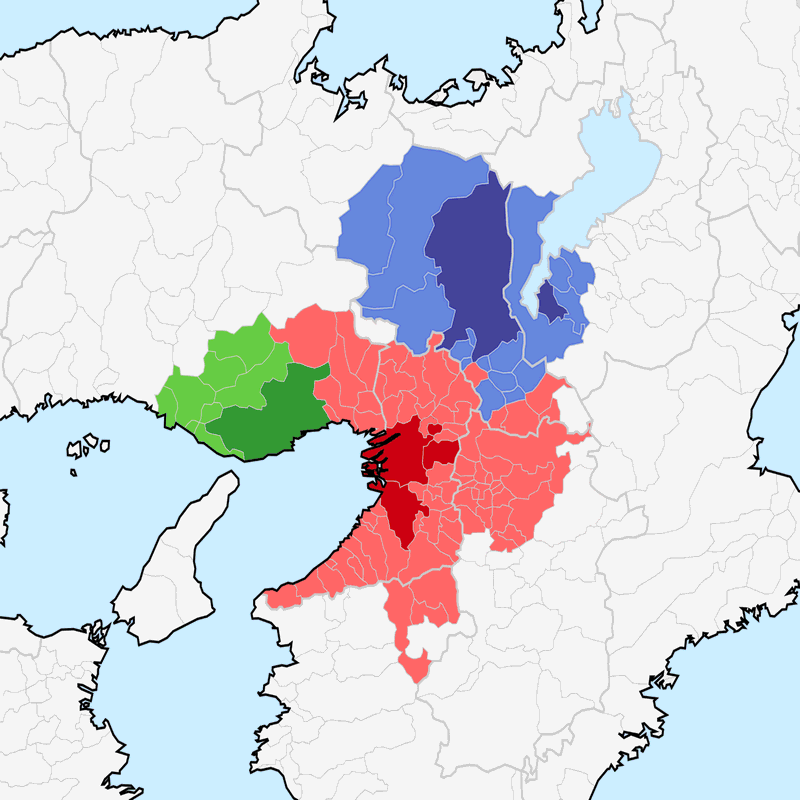
Um mapa mostrando as Áreas de Emprego Urbano de Osaka, Kobe, e Quioto.

#### Área de Emprego Metropolitano de Osaka
A Área de Emprego Metropolitano de Osaka tem uma população (em 2015) de 12 078 820 e consiste das seguintes cidades:
- Cidades centrais: Osaka, Higashiosaka, Kadoma, Moriguchi
- Cidades periféricas:
  - Província de Osaka (província inteira)
  - Província de Hyōgo (parte sudoeste): Amagasaki, Nishinomiya, Ashiya, Itami, Takarazuka, Kawanishi, Sanda
  - Província de Nara (parte norte): Nara, Tenri, Yamatotakada, Yamatokoriyama, Kashihara, Sakurai, Gose, Ikoma, Kashiba, Katsuragi
  - Outras cidades: Yawata, Hashimoto

#### Área Metropolitana de Emprego de Quioto
A Área Metropolitana de Emprego de Quioto possui uma população (em 2015) de 2 801 044 e consiste das seguintes cidades:
- Cidade central: Quioto
- Cidades periféricas
  - Província de Quioto (parte sul): Uji, Kameoka, Joyo, Muko, Nagaokakyo, Kyotanabe
  - Província de Shiga (parte sudoeste): Otsu, Kusatsu

#### Área Metropolitana de Emprego de Kobe
A Área Metropolitana de Emprego de Kobe possui uma população (em 2015) de 2 419 973 e consiste das seguintes cidades:
- Cidade central: Kobe
- Cidades periféricas
  - Província de Hyōgo (parte sul): Akashi, Kakogawa, Takasago, Miki, e Awaji

#### Área Metropolitana de Emprego de Himeji
A Área Metropolitana de Emprego de Himeji possui uma população (em 2015) de 773 389 e consiste das seguintes cidades:
- Cidade central: Himeji
- Cidades periféricas
  - Província de Hyōgo (parte sudoeste): Aioi, Tatsuno

#### Área Metropolitana de Emprego de Wakayama

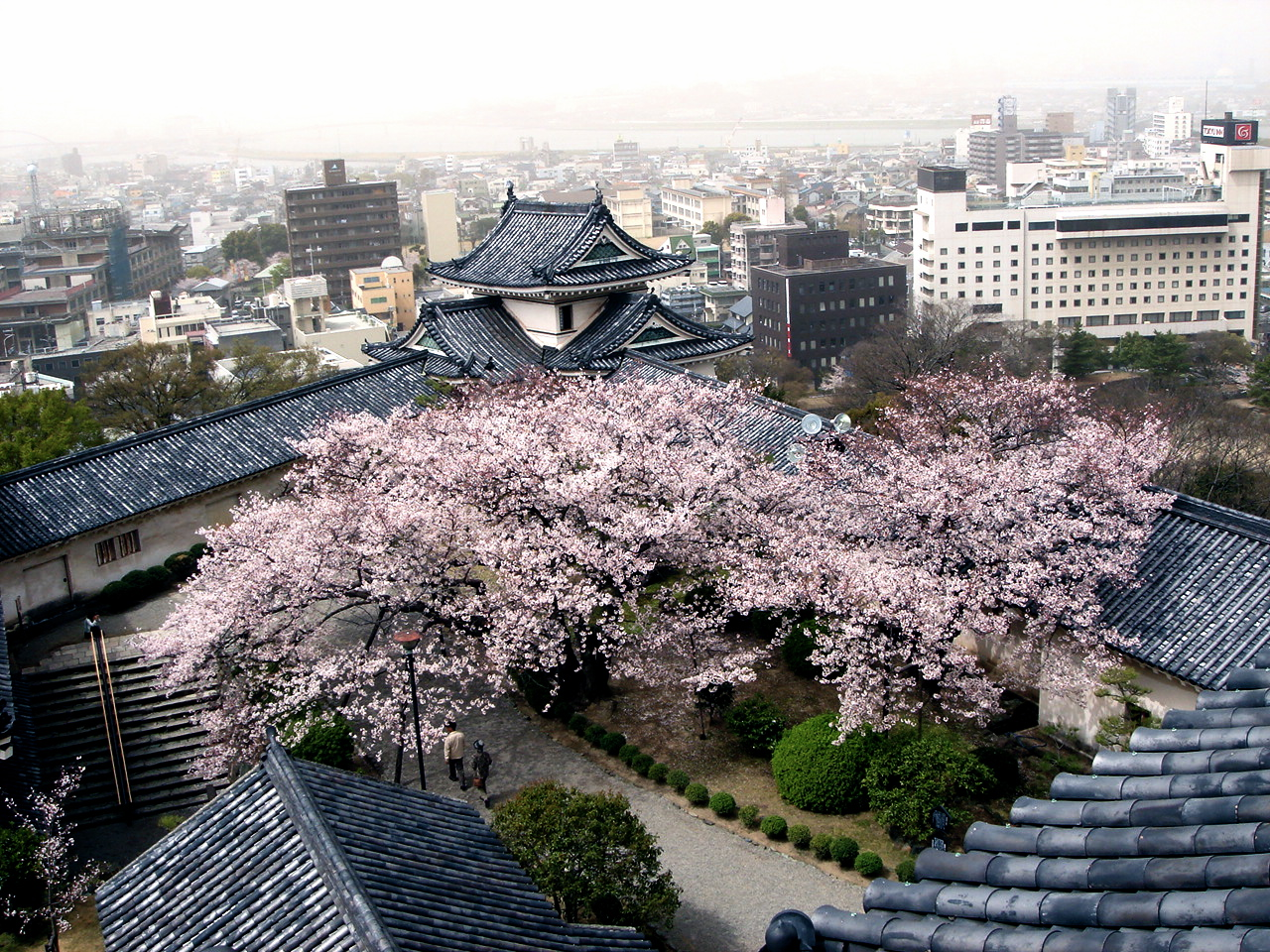
Wakayama

A Área Metropolitana de Emprego de Wakayama possui uma população (em 2015) de 569 758 e consiste das seguintes cidades:
- Cidades centrais: Wakayama
- Cidades periféricas
  - Província de Wakayama (parte noroeste): Kainan

### Grande Área Metropolitana

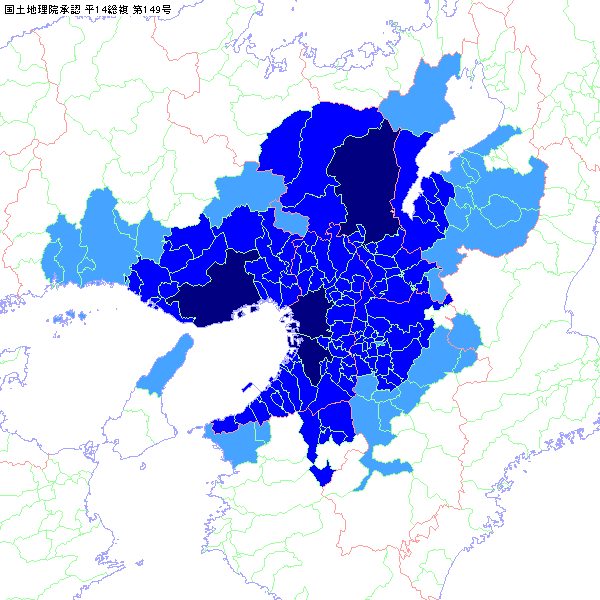
Um mapa da Grande Área Metropolitana.

O Departamento de Estatística do Japão define a Grande Área Metropolitana ou GAM (大都市圏) como o conjunto de municípios onde pelo menos 1,5% da população residente com 15 ou mais anos de idade viaja para uma escola ou trabalho em outra cidade (definida como área central). Se múltiplas cidades centrais estão próximas o suficiente para sobrepor as áreas periféricas, elas são combinadas em uma única área multi-central. No censo de 2000, as cidades centrais usadas para definir o GAM Keihanshin eram Osaka, Kobe, e Quioto. Sakai foi posteriormente designada como uma cidade central.
Esta região consiste da combinação das áreas metropolitanas de Osaka, Kobe, Quioto e Himeji, e adicionalmente inclui algumas áreas periurbanas (particularmente no sul da província de Shiga que não são parte das quatro áreas metropolitanas.
Em 2000, a região inteira de Keihanshin tinha uma população de 18 643 915 em uma área de 11 169 km ².

## Cidades

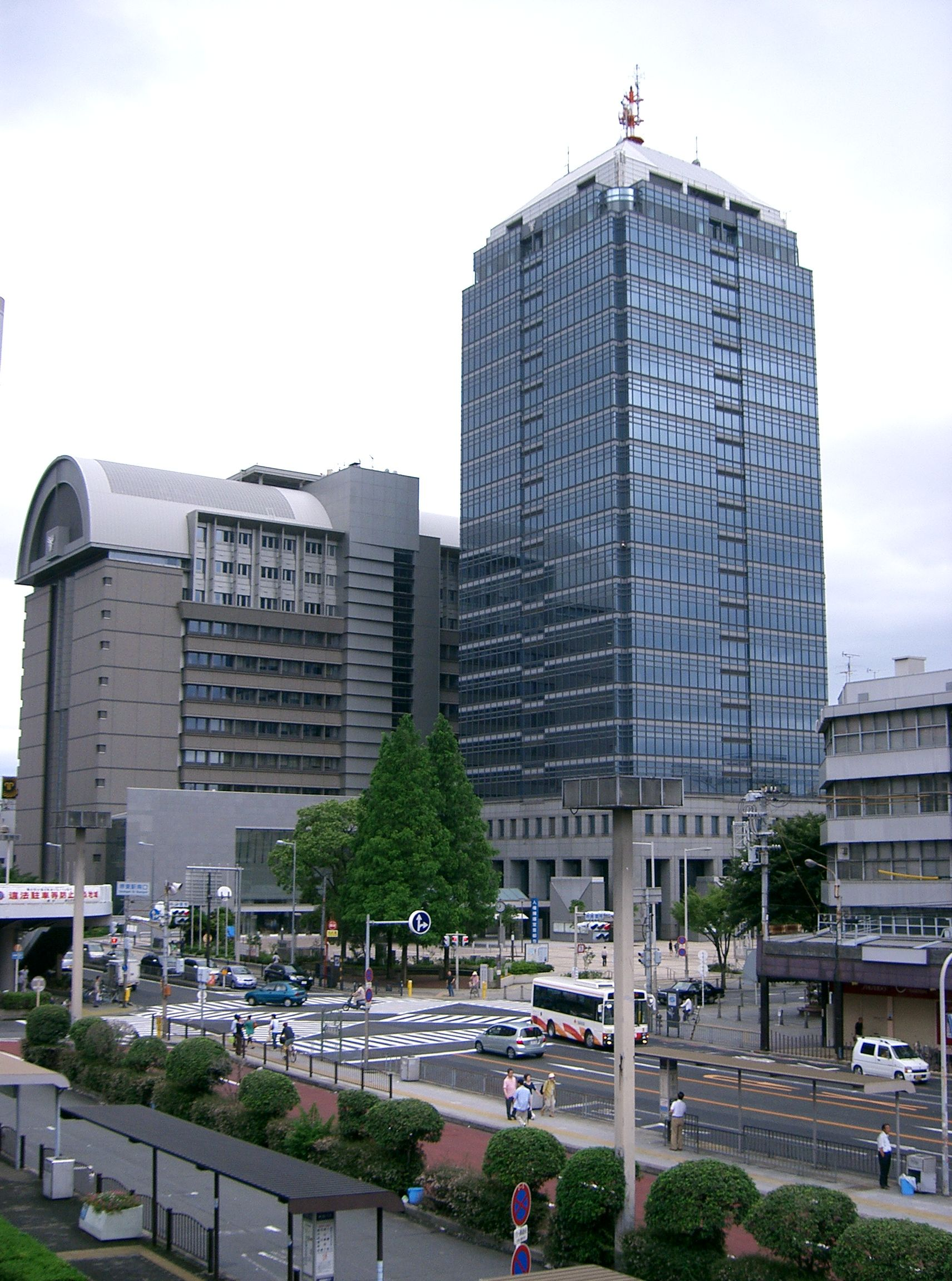
Sakai

### Cidades centrais
As cidades centrais que forma Keihanshin são cidades decretadas pelo governo. Essas cidades designaram as três maiores cidades como cidades especiais junto com Tóquio em 1889. Kobe designou as seis maiores cidades como cidades especiais em 1922 e adotou o sistema de bairros em 1931. Após a Segunda Guerra Mundial, as seis maiores cidades foram substituídas pelo sistema de cidades designado pelo governo em 1956. Após, Sakai tornou-se cidade designada pelo governo em 2006.
As cidades centrais de Keihanshin são:
- Osaka (população de 2.65 milhões)
- Kobe (população de 1.53 milhões)
- Kyoto (população de 1.46 milhões)
- Sakai (população de 830 000)

### Cidades fora das cidades centrais

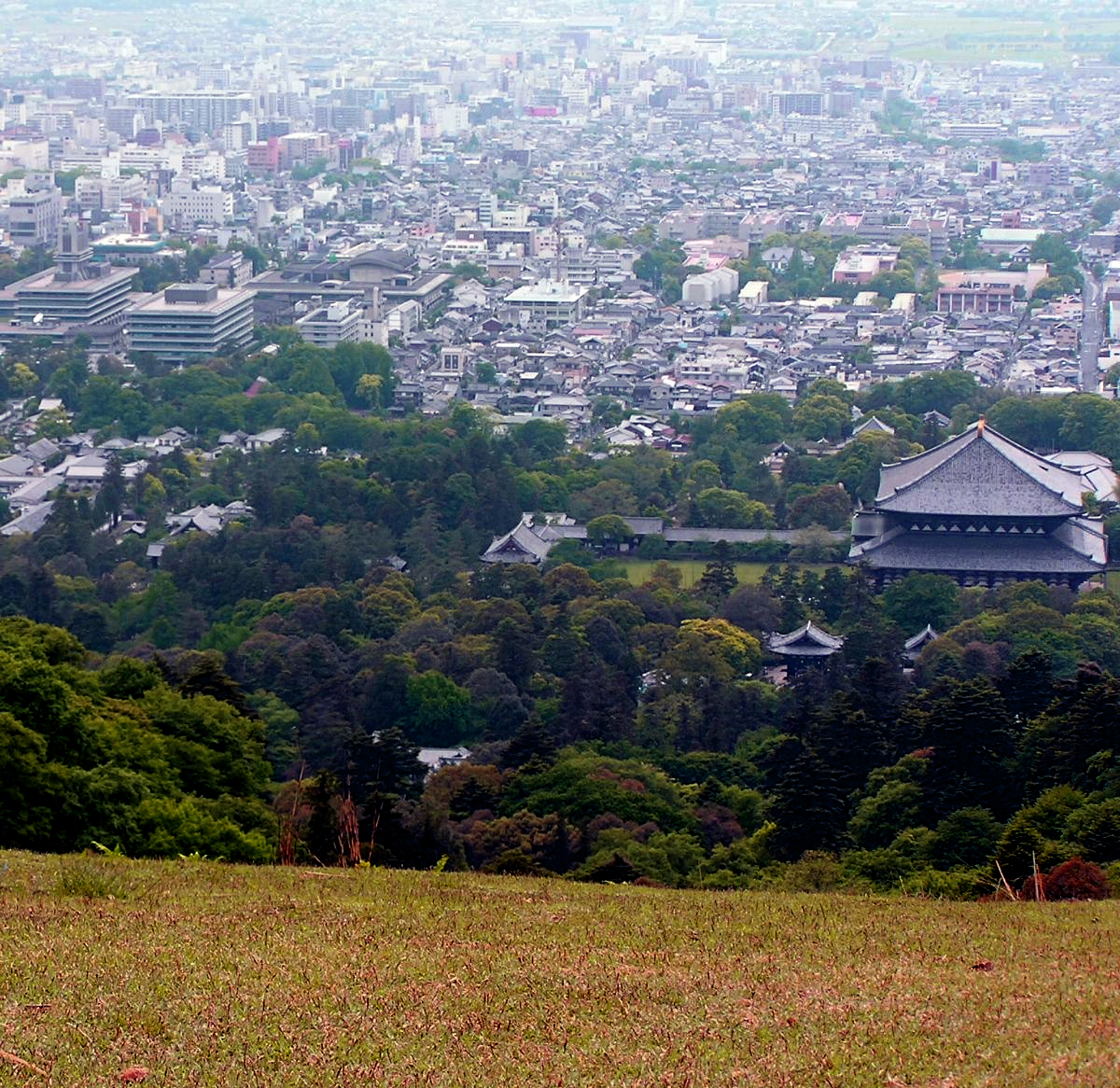
Nara

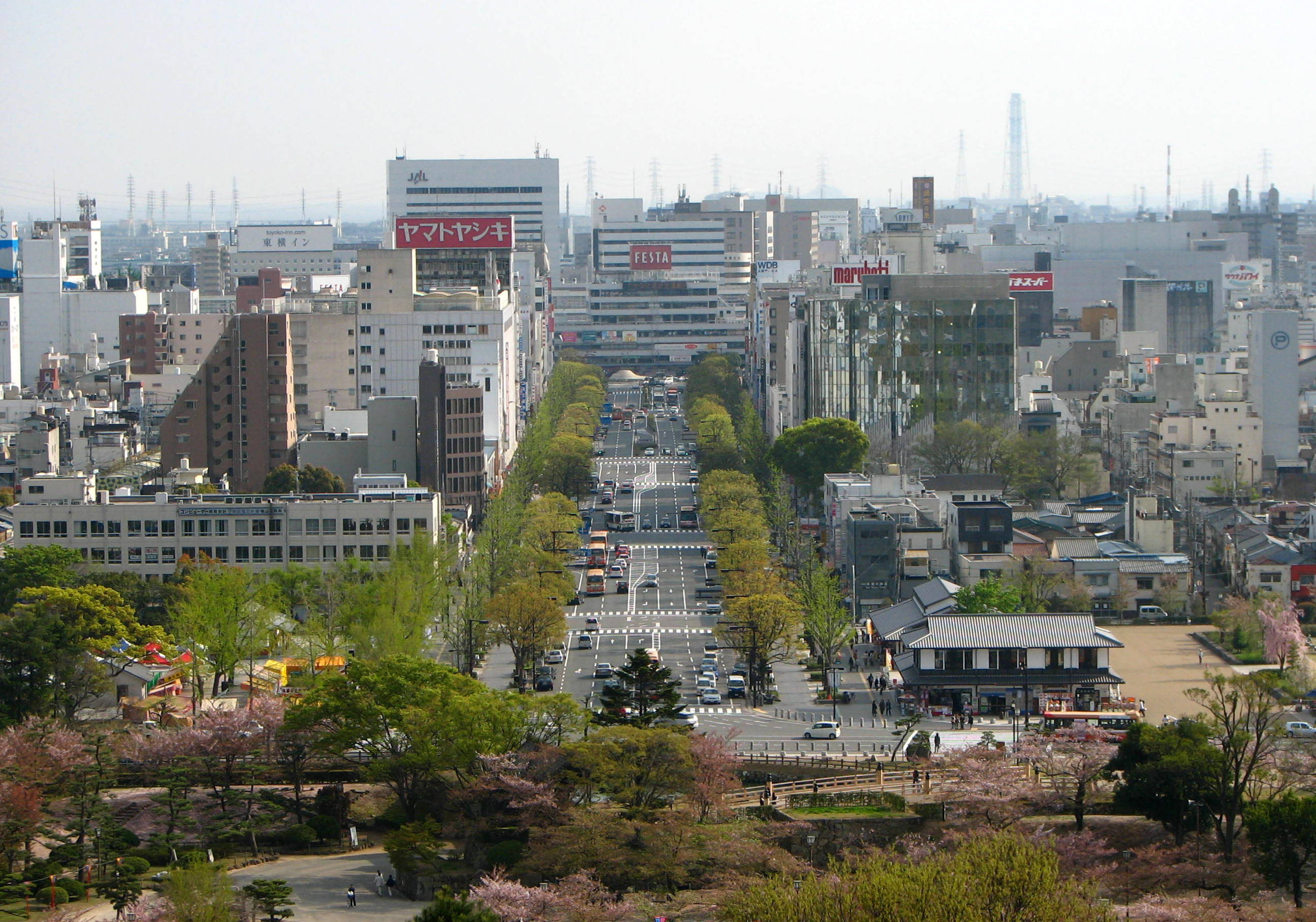
Himeji

As outras cidades nas províncias de Osaka, Hyogo, Quioto e Nara são:
| - Aioi - Akashi - Amagasaki (pop 460,000) - Ashiya - Awaji - Daitō - Fujiidera - Gojō - Gose - Habikino - Hannan - Higashiosaka (pop 510,000) - Himeji (pop 540,000) - Hirakata (pop 410,000) - Ibaraki - Ikeda - Ikoma - Itami - Izumi - Izumiōtsu - Izumisano - Jōyō - Kadoma - Kaizuka | - Kakogawa - Kameoka - Kasai - Kashiba - Kashihara - Kashiwara - Katano - Kato - Katsuragi - Kawachinagano - Kawanishi - Kishiwada - Kizugawa - Kyōtanabe - Matsubara - Miki - Minoh - Moriguchi - Mukō - Nagaokakyō - Nantan - Nara (pop 370,000) - Neyagawa - Nishinomiya (pop 480,000) | - Nishiwaki - Ono - Ōsakasayama - Sakurai - Sanda - Sasayama - Sennan - Settsu - Shijōnawate - Suita (pop 360,000) - Takaishi - Takarazuka - Takasago - Takatsuki (pop 350,000) - Tatsuno - Tenri - Tondabayashi - Toyonaka (pop 390,000) - Uda - Uji - Yamatokōriyama - Yamatotakada - Yao - Yawata |

### Cidades adicionais
Na definição de Grande Área Metropolitana (GAM) usada pelo Departamento de Estatística do Japão, as seguintes cidades nas províncias de Mie, Shiga e Wakayama estão incluídas:

#### Mie
- Nabari

#### Shiga
| - Higashiōmi - Hikone - Kōka - Konan (Shiga) - Kusatsu - Moriyama | - Ōtsu (pop 350,000) - Ōmihachiman - Rittō - Takashima (Shiga) - Yasu (Shiga) |

#### Wakayama
- Hashimoto
- Iwade

#### Áreas fronteiriças
Keihanshin faz fronteira com as áreas metropolitanas de Hikone-Nagahama (approx. 340,000) no nordeste, Iga (aprox. 50 000) a leste, Himeji-Ako (aprox. 800 000) a oeste, Grande Wakayama (aprox. 570 000 habitantes) no sul, e Fukuchiyama (aprox. 150 000) a norte. Se essas áreas são incluídas, a população da Grande Keihanshin seria por volta de 19-20 milhões de habitantes.

## Transporte

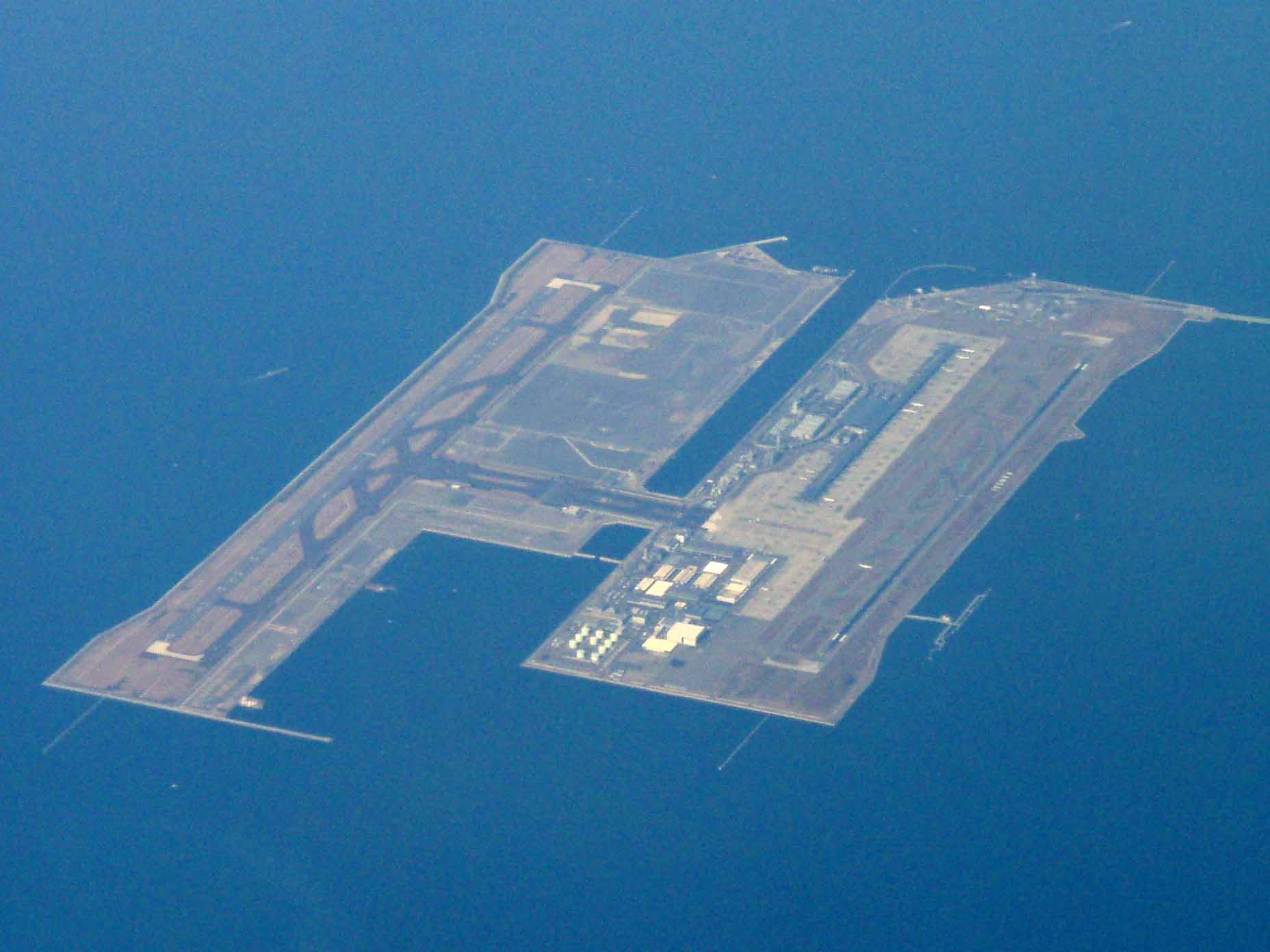
Aeroporto Internacional de Kansai

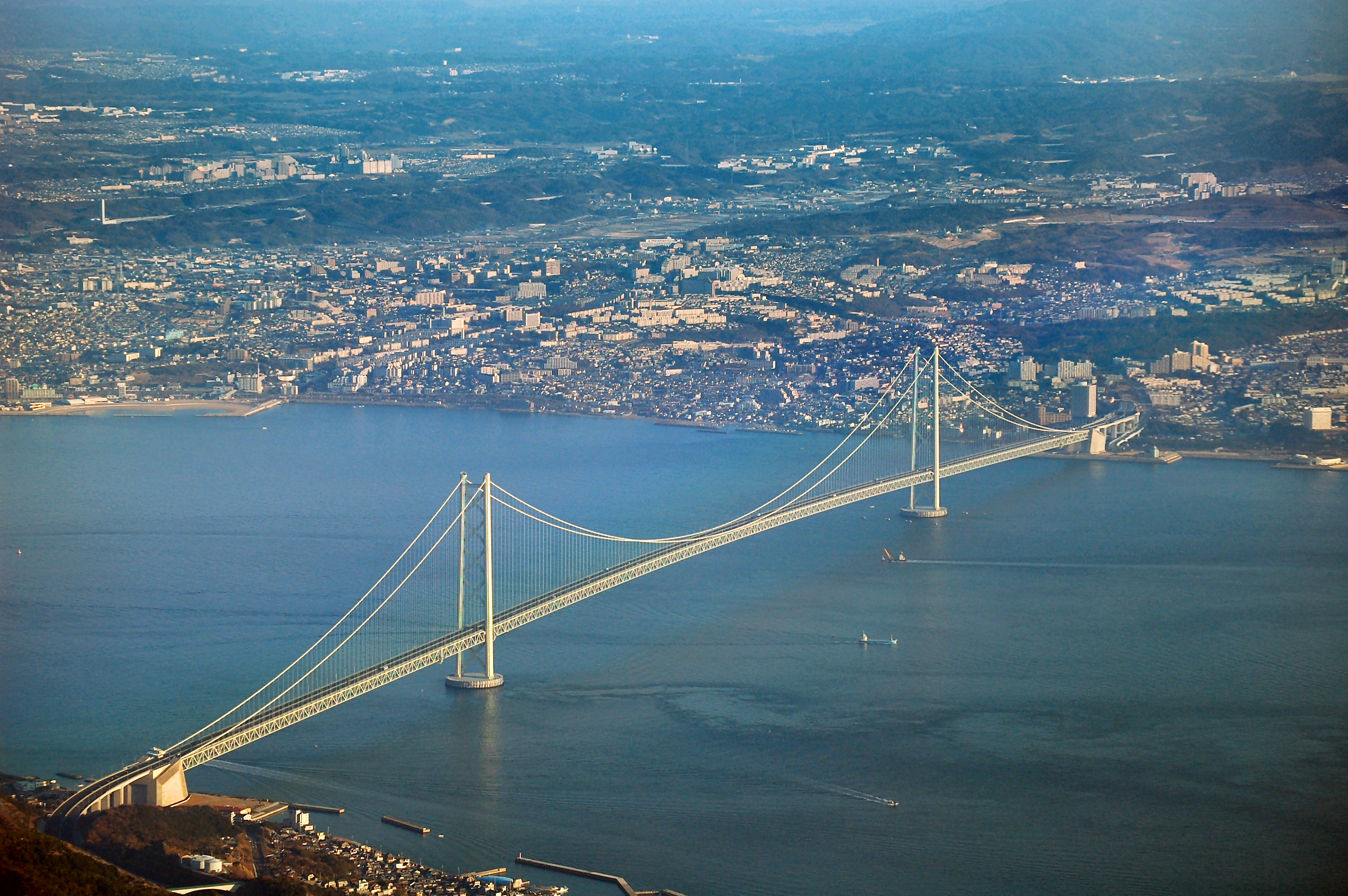
A Ponte Akashi-Kaikyo estende-se de Kobe para Ilha Awaji.

### Aéreo
O Aeroporto Internacional de Kansai abriu em 1994 e hoje é o principal aeroporto internacional da região. Ele situa-se em uma ilha artificial na Baía de Osaka e serve a cidade de Osaka e as cidades vizinhas de Nara, Kobe e Quioto. Kansai é um termo geográfico para a área oeste de Honshu que rodeia Osaka. O aeroporto está conectado por serviço de trem direito para Osaka e Quioto, além de serviço de ônibus para os principais centros próximos, incluindo Kobe.
O Aeroporto Internacional de Osaka, que se situa na fronteira entre as cidades de Itami e Toyonaka, ainda abriga a maior parte do serviço domésticos da região metropolitana.
O Aeroporto de Kobe, construído em uma ilha artificial a sul de Port Island abriu em 2006, oferecendo voos domésticos.

### Ferrovias
A Grande Osaka possui uma rede muito extensa de linhas ferroviárias, comparável a da Grande Tóquio. Os principais terminais ferroviários são os de Umeda, Namba, Tennoji, Kyobashi, e Yodoyabashi.

#### Trem de alta velocidade
A JR Central e a JR West operam trens de alta velocidade na linha Tōkaidō-Sanyō Shinkansen. A Estação Shin-Ōsaka atua como o terminal de  Shinkansen, embora as duas linhas estejam fisicamente juntas e muitos trens oferecem serviço. Esta estação é conectada à Estação de Osaka em Umeda pela JR Kyoto Line e o metrô Midōsuji Line. Os serviços de shinkansen também param na Estação de Quioto e na Estação de Shin-Kobe.
Todos os trens de shinkansen, incluindo o Nozomi, para na Estação Shin-Osaka e fornecem conexões para outras grandes cidades no Japão, como Quioto, Nagoia, Yokohama e Tóquio a leste, e Kobe, Okayama, Hiroshima, Kitakyushu e Fukuoka a oeste.

#### Trens urbanos
Tanto a JR West como linhas privadas conectam Osaka e seus subúrbios. A rede três urbanos da JR West é chamada de rede urbana. As estações principais da Osaka Loop Line da JR incluem as Estações de Osaka, Tennōji, Tsuruhashi, e Kyōbashi. A JR West compete com tais operadores privados de ferrovias, como a Keihan Electric Railway, Hankyu Railway, Hanshin Railway, Kintetsu Corporation, e Nankai Electric Railway. As linhas Keihan e Hankyu conectam a Quioto; as linhas Hanshin e Hankyu conectam Kobe; as linhas Kintetsu conectam Nara, Yoshino, Ise e Nagoia; e as linhas Nankai lines conectam as periferias do sul de Osaka e o Aeroporto Internacional de Kansai, bem como Wakayama e Monte Koya. Muitas linhas na Grande Osaka aceitam tanto os cartões de pagamento ICOCA ou PiTaPa.

#### Metrô municipal
O sistema do Metrô de Osaka é uma parte do extenso sistema de trânsito rápido de Osaka. O sistema de metrô sozinho é o 13º no mundo em passageiros anuais, transportando mais de 912 milhões de pessoas anualmente (um quarto do sistema ferroviário da Grande Osaka). (see map).

## Economia

### Área de Keihanshin em 2006

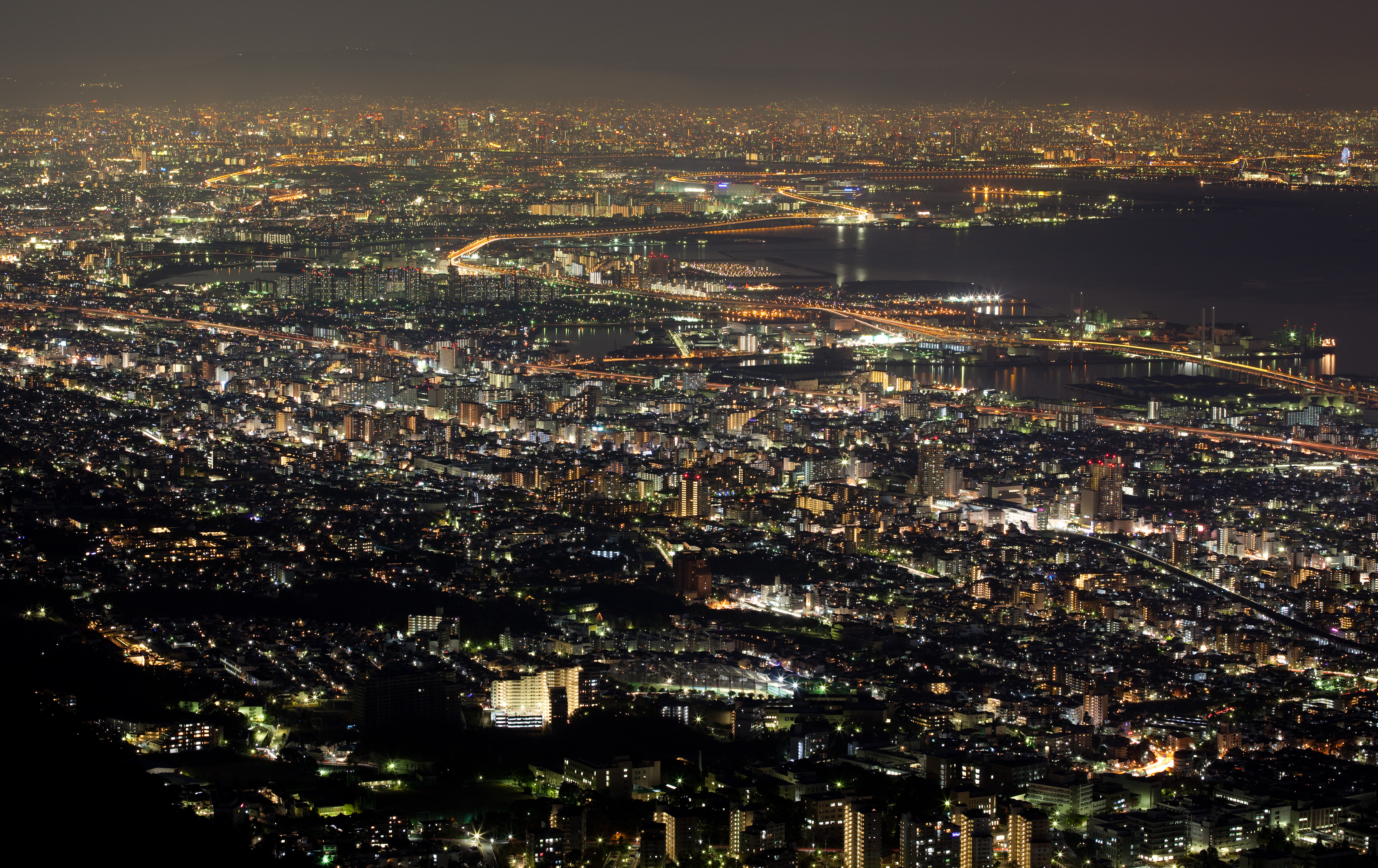
Baía de Osaka de noite

- Taxa de câmbio média em 2006 (1 US dólar = 116.30 ienes)[9]

Província

| Produto bruto da província (em bilhões de ienes) | Produto bruto da província (em bilhões de US$) |     |
| ------------------------------------------------ | ---------------------------------------------- | --- |
| Osaka                                            | 38 809                                         | 334 |
| Hyōgo                                            | 19 647                                         | 169 |
| Quioto                                           | 10 236                                         | 88  |
| Shiga                                            | 6 086                                          | 52  |
| Predefinição:Country data Nara (Japão)           | 3 738                                          | 32  |
| Wakayama                                         | 3 469                                          | 30  |
| Região de Kansai                                 | 81 985                                         | 705 |

### PIB (nominal) em 2006
Keihanshin e os 20 maiores países.
| Rank | País               | PIB (em bilhões US$) |
| ---- | ------------------ | -------------------- |
| 1    | Estados Unidos     | 13 202               |
| 2    | Japão              | 4,340                |
| ･･･  |                    |                      |
| 11   | Rússia             | 987                  |
| 12   | Índia              | 906                  |
| 13   | Coreia do Sul      | 888                  |
| 14   | México             | 839                  |
| 15   | Austrália          | 768                  |
|      | (Região de Kansai) | 705                  |
| 16   | Holanda            | 658                  |
| 17   | Turquia            | 403                  |
| 18   | Bélgica            | 392                  |
| 19   | Suécia             | 385                  |
| 20   | Suíça              | 380                  |

### PIB (por paridade do poder de compra) 2005

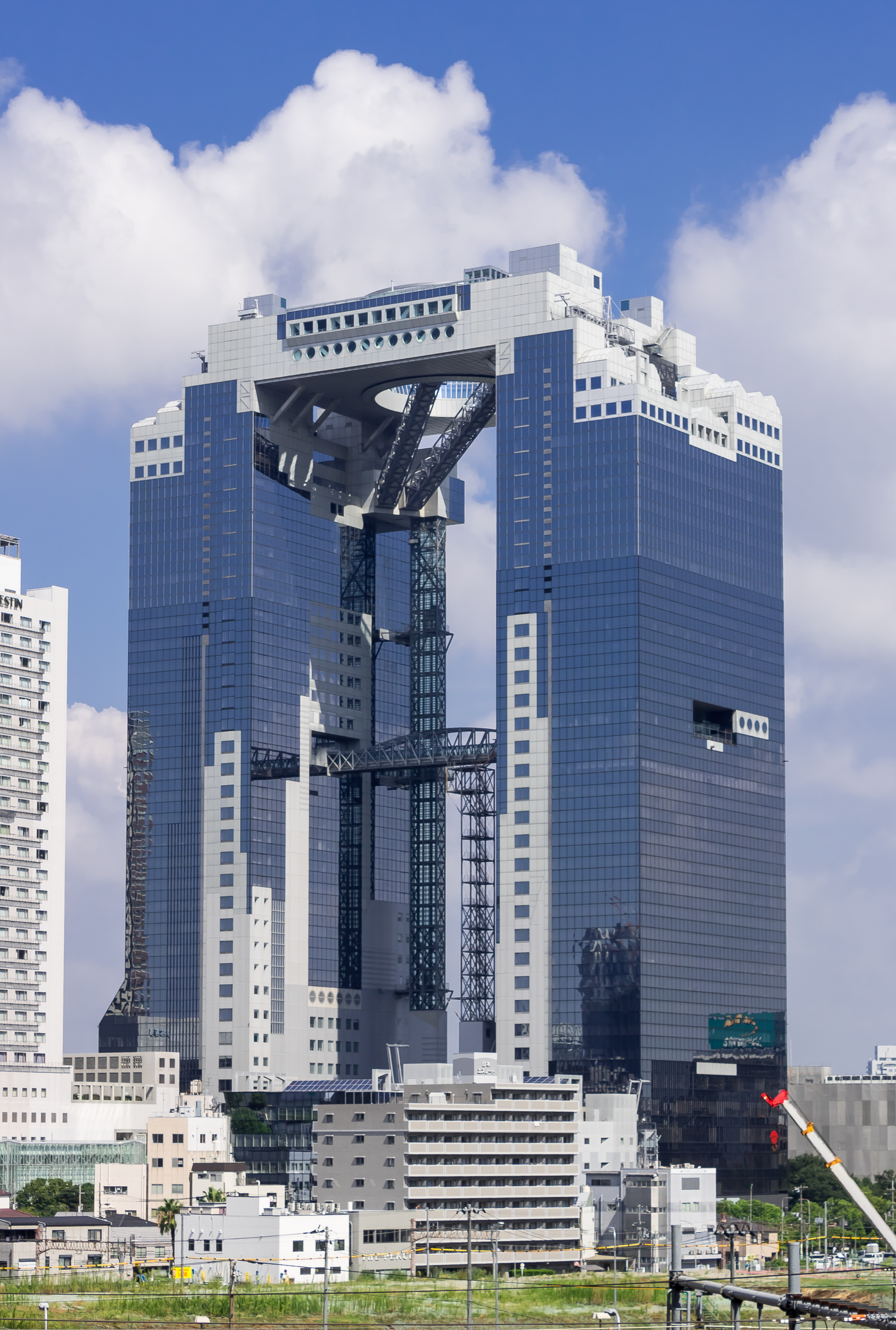
Umeda Sky Building

Comparado com outras regiões urbanas do mundo, a aglomeração de Osaka é a sétima maior economia em termos de produto metropolitano bruto com paridade do poder de compra (PPC) em 2005 de acordo com um estudo da PricewaterhouseCoopers.
| Rank | Aglomerações urbanas  | País           | PIB (PPC) (em bilhões US$) |
| ---- | --------------------- | -------------- | -------------------------- |
| 1    | Tóquio                | Japão          | 1 191                      |
| 2    | Cidade de Nova Iorque | Estados Unidos | 1 133                      |
| 3    | Los Angeles           | Estados Unidos | 639                        |
| =4   | Chicago               | Estados Unidos | 460                        |
| =4   | Paris                 | França         | 460                        |
| 6    | Londres               | Reino Unido    | 452                        |
| 7    | Osaka                 | Japão          | 341                        |
| 8    | Cidade do México      | México         | 315                        |
| 9    | Filadélfia            | Estados Unidos | 312                        |
| 10   | Washington, D.C.      | Estados Unidos | 299                        |